# 萨米·亨森
萨米·亨森（英語：Sammie Henson，1971年1月1日—），美国前男子摔跤运动员。他曾代表美国参加2000年夏季奥林匹克运动会摔跤比赛，获得男子自由式54公斤级银牌。